# Damiano Caruso
Damiano Caruso (Ragusa, Sicilia, 12 de octubre de 1987) es un ciclista profesional italiano. Desde 2019 corre para el equipo bareiní Team Bahrain Victorious.
Como amateur ganó una etapa del Baby Giro y fue campeón de Italia sub-23. Es profesional desde 2009, cuando debutó con el equipo LPR Brakes. En 2011 fichó por el equipo italiano Liquigas-Cannondale, equipo en el que permaneció hasta el 2014, cuando este desapareció debido a su fusión con el Garmin Sharp.

## Palmarés
2013
- 1 etapa de la Settimana Coppi e Bartali

2020
- Circuito de Guecho[1]

2021
- 2.º en el Giro de Italia, más 1 etapa
- 1 etapa de la Vuelta a España

2022
- Giro de Sicilia, más 2 etapas

2025
- 1 etapa de la Vuelta a Burgos

## Resultados en Grandes Vueltas y Campeonatos del Mundo
Durante su carrera deportiva ha conseguido los siguientes puestos en las Grandes Vueltas:
| Carrera         | Carrera         | 2009 | 2010 | 2011 | 2012 | 2013 | 2014 | 2015 | 2016 | 2017  | 2018 | 2019 | 2020 | 2021 | 2022 | 2023 | 2024 | 2025 |
| --------------- | --------------- | ---- | ---- | ---- | ---- | ---- | ---- | ---- | ---- | ----- | ---- | ---- | ---- | ---- | ---- | ---- | ---- | ---- |
|                 | Giro de Italia  | —    | —    | —    | 24.º | 19.º | —    | 8.º  | —    | —     | —    | 23.º | —    | 2.º  | —    | 4.º  | 17.º | 5.º  |
|                 | Tour de Francia | —    | —    | —    | —    | —    | —    | 53.º | 22.º | 11.º  | 20.º | 58.º | 10.º | —    | Ab.  | —    | ―    | —    |
|                 | Vuelta a España | —    | —    | 74.º | —    | —    | 9.º  | —    | —    | 109.º | —    | —    | —    | 17.º | —    | 19.º | Ab.  | ―    |
| Mundial en Ruta | Mundial en Ruta | —    | —    | —    | —    | —    | 74.º | —    | —    | —     | 64.º | —    | 10.º | —    | —    | ―    | —    | —    |

—: no participa

Ab.: abandono

## Equipos
- LPR Brakes (2009)
- De Rosa-Stac Plastic (2010)
- Liquigas/Cannondale (2011-2014)
  - Liquigas-Cannondale (2011-2012)
  - Cannondale Pro Cycling (2013)
  - Cannondale (2014)
- BMC Racing Team (2015-2018)
- Bahrain[2] (2019-)
  - Bahrain Merida (2019)
  - Team Bahrain McLaren (2020)
  - Team Bahrain Victorious (2021-)